# Nedrow, New York
Nedrow, New York (енгл. Nedrow) насељено је место без административног статуса у америчкој савезној држави Њујорк.

## Демографија
По попису из 2010. године број становника је 2.244, што је 21 (-0,9%) становника мање него 2000. године.
| Група             | 2000.         | 2010.         |
| Белци             | 1.879 (83,0%) | 1.714 (76,4%) |
| Афроамериканци    | 160 (7,1%)    | 213 (9,5%)    |
| Азијати           | 5 (0,2%)      | 13 (0,6%)     |
| Хиспаноамериканци | 34 (1,5%)     | 66 (2,9%)     |
| Укупно            | 2.265         | 2.244         |